# سیرای مرتفع
ارتفاعات سیرا (به انگلیسی: High Sierra) یک فیلم در ژانر نوآر سرقت محصول سال ۱۹۴۱ به کارگردانی رائول والش است که توسط دابلیو.آر. برونت و جان هیوستون بر اساس رمانی از برونت نوشته شده است. در این فیلم آیدا لوپینو و هامفری بوگارت نقش‌آفرینی می‌کنند و در پرتال ویتنی ، در کوه ویتنی در سیرا نوادا در ایالت کالیفرنیا فیلمبرداری شده است. 